# نانسي سبرينغر
نانسي سبرينغر (بالإنجليزية: Nancy Springer)‏ (5 يوليو 1948 في الولايات المتحدة)؛ كاتِبة مُتخصِّصة في أدب الأطفال وروائية أمريكية.

## روابط خارجية
- نانسي سبرينغر على موقع IMDb (الإنجليزية)